# Торій-228
Торій-228 (англ. thorium-228), історична назва радіоторій (лат. Radiothorium, позначається символом RdTh або Rt) — радіоактивний нуклід хімічного елемента торію з атомним номером 90 і масовим числом 228. Відкрив 1905 року Отто Ган. Основний стан ядра має спін і парність Jπ = 0+. Ядро має три дуже короткоживучі ізомерні стани з періодами напіврозпаду 0,405 нс (Jπ = 2+, E = 57,8 кеВ), 0,164 нс (Jπ = 4+, E = 186,8 кеВ) і 0,29 нс (Jπ = 2+, E = 1153,5 кеВ), а також десятки ще більш короткоживучих збуджених рівнів.
Переріз захоплення теплових нейтронів (з утворенням ядра торій-227) становить 123(15) барни, при цьому переріз захоплення теплових нейтронів з поділом не перевищує 0,3 барни. Енергія відриву нейтрона становить 7109,6 кеВ, протона — 6372 кеВ.
Належить до радіоактивного сімейства торію-232 (так званий ряд торію). Внаслідок цього існує в природі (у матеріалах, що містять торій), постійно утворюючись та розпадаючись. Рівноважний вміст торію-228 відносно природного торію (представленого одним ізотопом, 232 Th), дорівнює відношенню їхніх періодів напіврозпаду: (1,91 року)/(1,405·1010 років) = 1,36·10−10. Однак у деяких природних зразках (наприклад, у річкових водах) рівновага може бути порушена.

## Утворення та розпад
Торій-228 безпосередньо утворюється внаслідок таких процесів:
- β−-розпаду нукліда 228Ac (період напіврозпаду — 6,15(2) год, доступна енергія бета-розпаду 2127 кеВ):

{\displaystyle \mathrm {{}_{89}^{228}Ac} \rightarrow \mathrm {{}_{90}^{228}Th} +e^{-}+{\bar {\nu }}_{e};}
- електронне захоплення і (з меншою ймовірністю) позитронний розпад нукліда протактинію 228Pa (період напіврозпаду 22 год, доступна енергія електронного захоплення 2148 кеВ):

{\displaystyle \mathrm {^{232}_{92}U} \rightarrow \mathrm {^{228}_{90}Th} +\mathrm {^{4}_{2}He} .}
- α-розпад нукліда урану 232U (період напіврозпаду 68,9 року, енергія розпаду 5413,55 кеВ):

{\displaystyle \mathrm {^{232}_{92}U} \rightarrow \mathrm {^{228}_{90}Th} +\mathrm {^{4}_{2}He} .}
Торій-228 може утворюватися також у результаті багатьох ядерних реакцій, наприклад, при захопленні нейтрона торієм-227, (α, 2n)-реакції на радії-226, (p, t)-реакції і (α,α'2n)-реакції на торії-230 тощо.
Сам торій-228 α-радіоактивний із періодом напіврозпаду 1,9131 року. В результаті альфа-розпаду утворюється нуклід 224Ra (повна енергія, що виділяється при розпаді, становить 5520,08(22) кеВ):
{\displaystyle \mathrm {^{228}_{90}Th} \rightarrow \mathrm {^{224}_{88}Ra} +\mathrm {^{4}_{2}He} ;}
енергія α-частинок, що випускаються, 5423,15 кеВ (у 72,2 % випадків, за розпаду на основний рівень) і 5340,36 кеВ (у 27,2 % випадків, за розпаду на збуджений рівень 84,373 кеВ радію-224); існують також розпади на вищі рівні радію-224, імовірність яких — частки відсотка.
Для торію-228 існує також надзвичайно низька ймовірність кластерного розпаду (з випромінюванням ядра 20O та утворенням двічі магічного ядра свинцю-208; ймовірність події 1,13(22) × 10−11 %):
{\displaystyle \mathrm {^{228}_{90}Th} \rightarrow \mathrm {^{208}_{82}Pb} +\mathrm {^{20}_{8}O} .}

## Застосування
- Торій-228 використовують для отримання торону(інші мови) (220Rn)[5].
- Торій-228 використовують як радіоактивне джерело для калібрування ядерних спектрометрів та інших детекторів іонізуючого випромінювання.